# کیراشپی
شهر کیراشپی (به آلمانی: Kierspe) در ایالت نوردراین-وستفالن در کشور آلمان واقع شده‌است.